# Vern Ehlers
Vernon James Ehlers, detto Vern (Pipestone, 6 febbraio 1934 – Grand Rapids, 15 agosto 2017), è stato un politico statunitense, membro della Camera dei Rappresentanti per lo stato del Michigan dal 1993 al 2011.

## Biografia
Nato nel Minnesota, Ehlers studiò al Calvin College e conseguì un PhD in fisica nucleare presso l'Università della California - Berkeley. Successivamente lavorò come ricercatore universitario e docente di fisica.
Entrato in politica con il Partito Repubblicano, tra il 1975 e il 1982 fu consigliere della contea di Kent, subito dopo fu eletto alla Camera dei rappresentanti del Michigan e dopo due anni al Senato di stato del Michigan.
Quando nel 1993 il deputato Paul B. Henry morì improvvisamente mentre era in carica, Ehlers prese parte alle elezioni speciali indette per assegnare ad un nuovo deputato il suo seggio alla Camera dei Rappresentanti. Ehlers riuscì a vincerle, per poi ottenere dagli elettori un mandato completo nel 1994 ed essere riconfermato per altre sei volte. Nel 2010 annunciò la sua intenzione di non richiedere un ulteriore mandato e lasciò il Congresso dopo quasi diciotto anni di permanenza.
Durante la sua carriera da deputato, Vern Ehlers si configurava come un repubblicano di vedute moderate e centriste.
Morì nel 2017 all'età di 83 anni.